# Кафанские события
Кафанские события (азерб. Qafan hadisələri) — межэтнические столкновения между армянами и азербайджанцами, произошедшие в конце 1987 — начале 1988 года в Кафанском районе Армянской ССР. Один из ранних эпизодов межэтнических столкновений, произошедший ещё до февраля 1988 года, которым традиционно датируется начало Карабахского конфликта.
Известно мало подробностей произошедшего: азербайджанские СМИ не освещали события, а азербайджанские власти скрывали информацию о беженцах из Армянской ССР, ища благосклонности союзных властей по вопросу принадлежности Нагорного Карабаха.

## История
В ноябре 1987 года в Кафанском и прилегающем к нему с юга Мегринском районах начались этнические волнения, вследствие чего первые несколько сотен азербайджанцев бежали из Армянской ССР в Азербайджанскую ССР. В Баку прибыли два грузовых поезда, перевозившие беженцев из Кафанского района.
25 января 1988 года азербайджанский историк Ариф Юнусов стал свидетелем того, как четыре автобуса, заполненные азербайджанцами, приехали из Кафанского района в Баку. Среди беженцев было несколько молодых мужчин, но в основном это были женщины, дети и пожилые люди. По словам Юнусова, многие из них были избиты.
Турецкий историк Суха Бёлюкбаши пишет, что к концу января 1988 года ещё около двух тысяч беженцев из Кафанского района прибыли в Баку. Азербайджанские историки Назим Мустафа и Вагиф Арзуманлы пишут, что к 24 февраля в Баку и Сумгаит прибыло около четырёх тысяч беженцев из Кафанского района. По словам свидетелей, на беженцах из Кафанского района были следы насилия.
По словам британского журналиста Томаса де Ваала, на момент событий не было зарегистрировано ни одного случая смерти. Британский историк Лоуренс Броерс пишет, что в Кафанском районе с его значительным азербайджанским населением уровень насилия в 1988—1989 годах значительно ниже, чем в других районах со значительно меньшим азербайджанским населением.
По словам второго секретаря Кафанского районного комитета Коммунистической партии Армении Арамаиса Бабаяна, он «не может припомнить, чтобы азербайджанцы покидали территорию района до февраля», при этом он подтверждает, что в феврале 1988 года две тысячи азербайджанцев покинули Кафанский район, причиной чего он называет «слухи и провокации». По мнению армянских историков, до 1988 года не было волн азербайджанских беженцев из Армянской ССР.
В феврале в Сумгаит прибыла новая волна беженцев из Кафанского района. В городе произошёл митинг, организованный местными властями, на котором рассказывалось о зверствах, как утверждалось, совершённых армянами в отношении азербайджанцев Кафанского района. Одним из лидеров последовавшего Сумгаитского погрома стал беженец оттуда, утверждавший, что был изгнан армянами, убившими несколько его родственников. Среди идентифицированных участников погрома четверо были беженцами из Кафанского района.